# Wstyd (emocja)
Wstyd – emocja wywołująca zespół fizjologicznych reakcji organizmu (np. rumieniec), możliwe do przewidzenia działania (np. ukrycie się) lub przykre myśli (np. „Jestem głupi”, „Co ona sobie o mnie pomyśli”), które mogą być źródłem zaburzeń depresyjnych.
Według Patricii i Ronalda Potterów – Efronów „wstyd to bolesne przeświadczenie o własnej zasadniczej ułomności jako istoty ludzkiej”.
Wstyd możemy podzielić na wstyd zdrowy i toksyczny.
Toksyczny wstyd, wstyd, który zniewala, subiektywnie odczuwany jest jako wszechogarniające poczucie własnej niedoskonałości, ułomności. Jeżeli ktoś odczuwa toksyczny wstyd, to czuje się bezwartościowy, przegrany, czuje, że nie stanął na wysokości zadania, jako człowiek. Toksyczny wstyd powoduje rozszczepienie „ja” (zob. np. ego). Rodzi poczucie izolacji (zob. nieprzystosowanie społeczne, wykluczenie z grupy społecznej) i całkowitego osamotnienia.

## W antropologii filozoficznej i teologii
Uczucie wstydu było ważnym tematem analiz personalizmu etycznego Karola Wojtyły, według którego chroni on ludzką godność osoby przed uprzedmiotowieniem. Wstydliwość łączy się z doświadczeniem i przekonaniem o własnej wartości. Autor ten obszernie analizował wstyd w książce „Miłość i odpowiedzialność”, w rozdziale „Metafizyka wstydu”.
Wcześniej wstydowi poświęcone zostały prace m.in. Maxa Schelera oraz Franciszka Sawickiego. Ten ostatni wydał 1948 r. w Krakowie książkę „Fenomenologia wstydliwości. Z problemów moralności seksualnej”. Obydwu autorów zacytował Jan Paweł II w swych katechezach o Teologii ciała. Papież analizował obszernie wstyd jako „doświadczenie graniczne” w refleksji nad sensem nagości ludzkiego ciała przed grzechem pierworodnym Adama i Ewy oraz ich reakcją zawstydzenia zaraz po nim. Mówił tam o „wstydzie kosmicznym” człowieka z powodu utraty tak wielu darów nadprzyrodzonych, oraz o wstydzie seksualnym, wynikającym z pożądliwości.